# Яныкер
Яныкер (укр. Яникер, крымскотат. Yanıq Yer, Яныкъ Ер) — маловодная река (ручей) в Бахчисарайском районе Крыма, правый приток реки Марта (приток Качи). Длина водотока — 7,0 км, площадь водосборного бассейна — 12,0 км². В сборнике «Крымское государственное заповедно-охотничье хозяйство им. В. В. Куйбышева» 1963 года у Яныкера записаны длина реки 6,6 км, площадь бассейна 11,7 км², высота истока 530 м, устья — 326,4 м, уклон реки 31 м/км².

## Название
Название Яныкер исследователи выводят от тюркского янык ер — «горелое место». На карте из сборника Петра Кеппена «О древностях южнаго берега Крыма и гор Таврических» ручей подписан, как Янакер.

## География
Истоки ручья находятся у восточного склона горы Мулга, огибая которую Яныкер течёт вначале на северо-запад, по плоскому дну долину среди леса и полян, постепенно заворачивая к юго-западу, последний отрезок проходя по Бешуйской балке. Согласно справочнику «Поверхностные водные объекты Крыма», у Яныкера 2 безымянных притока длиной менее 5 километров, ручей впадает в Марту справа, в 10,0 км от устья. Водоохранная зона реки установлена в 50 м.